# Momentenproblem
Das Momentenproblem ist ein klassisches Problem der Analysis. Statt aus einer Verteilung die Momente zu berechnen, wird das inverse Problem gelöst: aus einer gegebenen Folge von Momenten sollen Rückschlüsse auf eine mögliche, zugrundeliegende Verteilung  gezogen werden, insbesondere in der Stochastik, siehe Moment (Stochastik). 
Dabei können zwei Fragestellungen unterschieden werden. Existiert zu einer gegebenen Folge reeller Zahlen {\displaystyle (c_{k})_{k\in \mathbb {N} _{0}}} eine Verteilungsfunktion {\displaystyle F}, so dass diese Zahlen die Folge der {\displaystyle k}-ten Momente für die Verteilungsfunktion bilden, dass also für ein Intervall {\displaystyle I\subseteq \mathbb {R} }
{\displaystyle c_{k}=\int _{I}x^{k}\mathrm {d} F(x),\quad k\in \mathbb {N} _{0}}
gilt? Ist diese Verteilungsfunktion durch die Angabe der Momente eindeutig bestimmt?

## Varianten des Momentenproblems
Die Bezeichnung Momentenproblem wurde von Thomas Jean Stieltjes eingeführt, der das Problem 1894 erstmals ausführlich untersuchte und dabei die Bezeichnungen und Konzepte aus der Mechanik übernahm. Je nach Träger der Verteilung (das ist das Komplement der größten offenen Menge vom Maß null), werden unterschiedliche Varianten des Momentenproblems unterschieden. 

### Hamburgersches Momentenproblem
Beim Hamburgerschen Momentenproblem werden Wahrscheinlichkeitsverteilungen auf {\displaystyle I=\mathbb {R} =(-\infty ,\infty )} betrachtet. Eine Verteilungsfunktion {\displaystyle F} mit der Eigenschaft 
{\displaystyle c_{k}=\int _{\mathbb {R} }x^{k}\mathrm {d} F(x),\quad k\in \mathbb {N} _{0}}
existiert genau dann, wenn {\displaystyle c_{0}=1} und für beliebige {\displaystyle n\in \mathbb {N} }, {\displaystyle x_{0},x_{1},\dots ,x_{n}\in \mathbb {R} }  die Beziehung 
{\displaystyle \sum _{j,k=0}^{n}c_{j+k}x_{j}x_{k}\geq 0}
gilt. Dabei ist im Allgemeinen die Verteilungsfunktion {\displaystyle F} nicht eindeutig bestimmt.
Eine hinreichende Bedingung für die Eindeutigkeit von {\displaystyle F} ist die Bedingung von Carleman
{\displaystyle \sum _{n=1}^{\infty }{\frac {1}{\sqrt[{2n}]{c_{2n}}}}=\infty \;.}
Die Verteilungsfunktion einer Normalverteilung ist eindeutig durch die Folge der Momente bestimmt.
Die Verteilungsfunktion einer Lognormalverteilung ist nicht eindeutig durch die Folge der Momente bestimmt, da es andere Wahrscheinlichkeitsverteilungen mit denselben Momenten gibt.
Beim Stieltjesschen Momentenproblem ist {\displaystyle I=[0,\infty )}. Beim Hausdorffschen Momentenproblem ist {\displaystyle I} ein beschränktes Intervall; o. B. d. A. {\displaystyle I=[0,1]}.

### Trigonometrisches Momentenproblem
Eine weitere Variante ist das trigonometrische Momentenproblem, bei dem die Verteilung auf einem Einheitskreis in Abhängigkeit vom Winkel, also ein trigonometrisches Moment gesucht wird. 
Gegeben sei eine Folge {\displaystyle (d_{k})_{k\in \mathbb {N} _{0}}} komplexer Zahlen. Unter welchen Voraussetzungen existiert eine Verteilungsfunktion auf dem Intervall {\displaystyle [0,2\pi )} mit der Eigenschaft 
{\displaystyle d_{k}=\int _{0}^{2\pi }\mathrm {e} ^{\mathrm {i} kx}\mathrm {d} F(x),\quad k\in \mathbb {N} _{0}}
und ist diese Verteilungsfunktion eindeutig?
Die Antwort gibt ein Satz von Gustav Herglotz, der besagt, dass eine Verteilungsfunktion mit diesen Eigenschaften genau dann existiert, wenn {\displaystyle d_{0}=1} und für beliebige {\displaystyle n\in \mathbb {N} }, {\displaystyle \xi _{0},\xi _{1},\dots ,\xi _{n}\in \mathbb {C} }  die Beziehung 
{\displaystyle \sum _{j,k=0}^{n}d_{j+k}\xi _{j}\xi _{k}\geq 0}
gilt. In diesem Fall ist {\displaystyle F} eindeutig bestimmt.
Eine Variante der Fragestellung ergibt sich, wenn nur endlich viele Konstanten {\displaystyle d_{0},d_{1},\dots ,d_{n}} gegeben sind und eine Verteilungsfunktion mit der Eigenschaft
{\displaystyle d_{k}=\int _{0}^{2\pi }\mathrm {e} ^{\mathrm {i} kx}\mathrm {d} F(x),\quad k=1,\dots ,n}
gesucht ist. Dieses Problem heißt gestutztes Momentenproblem (engl. truncated moment problem).

Beispiel: Bei gegebenem Mittelwert und Varianz (sowie alle weiteren Kumulanten gleich 0) ist die Normalverteilung die passende Verteilung zu den Momenten.